# Epícaris
Epícaris foi uma prostituta da época de Nero. Era a favorita de Mela (ou Gallion), irmão de Sêneca. Quando Pisão e Sêneca foram acusados de conspirar contra Nero, Epícaris foi torturada, para revelar o que sabia.
Epícaris suportou a tortura no cavalete, sem revelar nada, e foi solta  mas, três dias depois, ordenaram que a trouxessem de volta em uma cadeira. Enquanto estava sendo levada, ela conseguiu se enforcar com uma corda ou um cinto. Quando os homens a chamaram, ela não saiu, e eles viram que ela estava morta, o que irritou extremamente o tirano, por ter sido superado por uma prostituta.